# Olmachon Hayitova
Olmachon Hayitova (uzbecky Olmaxon Hayitova, rusky Олмахон Хаитова; 6. března 1940, okres Chanka, Chórezmská oblast, Uzbecká sovětská socialistická republika – 1. ledna 2014, Urgenč, Chórezmská oblast, Uzbekistán) byla zpěvačka, skladatelka a představitelka klasické pěvecké školy Chórezmu. Roku 1992 byla prezidentem Uzbekistánu oceněna čestným titulem Lidové umělkyně Uzbekistánu.

## Život
Olmachon Hayitova se narodila 6. března 1940 v okrese Chanka v oblasti Chórezm. V rodině byla ze tří synů a tří dcer nejmladším dítětem. Ve škole se zajímala o hudbu, kde se v amatérském uměleckém kroužku naučila zpívat a hrát na rubab a dutar. Učila se zpívat od uzbeckých mistrů U. Saidova a později i u Komildžona Otaniyozova.
V letech 1958-1959 působila jako zpěvačka v městském divadle v Yangiyulu nedaleko Taškentu, kde se vypracovala ve zdatnou zpěvačku a stala se známou po celé zemi. V roce 1963 začala pracovat jako sólistka v Uzbecké státní filharmonii v Souboru písní a tanců Chorezmu pod vedením lidového umělce Komildžona Otaniyozova. V letech 1969-1974 studovala na Taškentském státním uměleckém institutu Mannona Uygura. V letech 1995-2005 působila jako ředitelka filharmonie Komildžona Otaniyozova. V roce 2003 se stala profesorkou na Taškentském kulturním institutu.
Olmachon Hayitova zemřela na cukrovku 1. ledna 2014 ve věku 73 let. 2. ledna 2014 byla pohřbena na hřbitově Ochunbubo (Oxunbobo) v Urgenči. Ocenění, která obdržela, byla podle její vůle uložena do malého sáčku a pohřbena vedle jejího hrobu.

## Rodina
Přestože se Olmachon Hayitova v 70. letech 20. století proslavila po celé republice, hlavní část svého života strávila v Chórezmu. V roce 1960 si vzala Ruslana Madrahimova (plukovník ve výslužbě), se kterým měla dva syny a dvě dcery.

## Tvorba
Olmachon Hayitova přispěla k umění národního zpěvu svými skladatelskými i interpretačními aktivitami, měla zvučný, silný a široký hlas. Byla první uzbecká umělkyně, která hrála na tar a zpívala na velkém pódiu. Tvořila především klasické a lidové epické písně Chórezmu, stejně tak jako turkmenské a ázerbájdžánské lidové písně. Složila více než 50 různých písní na texty současných básníků. Mezi nimi jsou písně jako „Muhabbat“, „Sen bir yona, men bir yona“ či „Uyalamaney“. Píseň „Bari gal“ v podání Olmachon Hayitové je považována za nejoblíbenější v umění zpěvu turkických národů.
Její vystoupení (více než 250) byla nahrána v Rozhlasové knihovně Uzbekistánu, nahrála také několik gramofonových desek a audiokazet. Roku 1982 byl natočen televizní film věnovaný jejímu dílu a tvorbě „Olmaxon Hayitova kuylaydi“ (Olmachon Hayitova zpívá). Je autorkou dvoudílné ethnograficko-umělecké knihy „Xorazm ashula va raqs sanʼati“ (Chorezmské pěvecké a taneční umění), kde mapuje aktuální i tradiční pěvěcké a taneční umění v oblasti Chórezmu.
Podle národního básníka Uzbekistánu Omona Matdžona byla Olmachon Hayitova nejlepší zpěvačkou nejen Uzbekistánu, ale také mezi ženami v Asii a ani jedna akce v Chórezmu se neuskutečnila bez ní nebo jejích písní.

## Ocenění
Olmachon Hayitova byla v roce 1966 oceněna titulem ctěného umělce Uzbekistánu, v roce 1992 titulem „Lidový umělec Uzbekistánu“ a v roce 1993 „Lidový umělec Karakalpakstánu“.

## Galerie

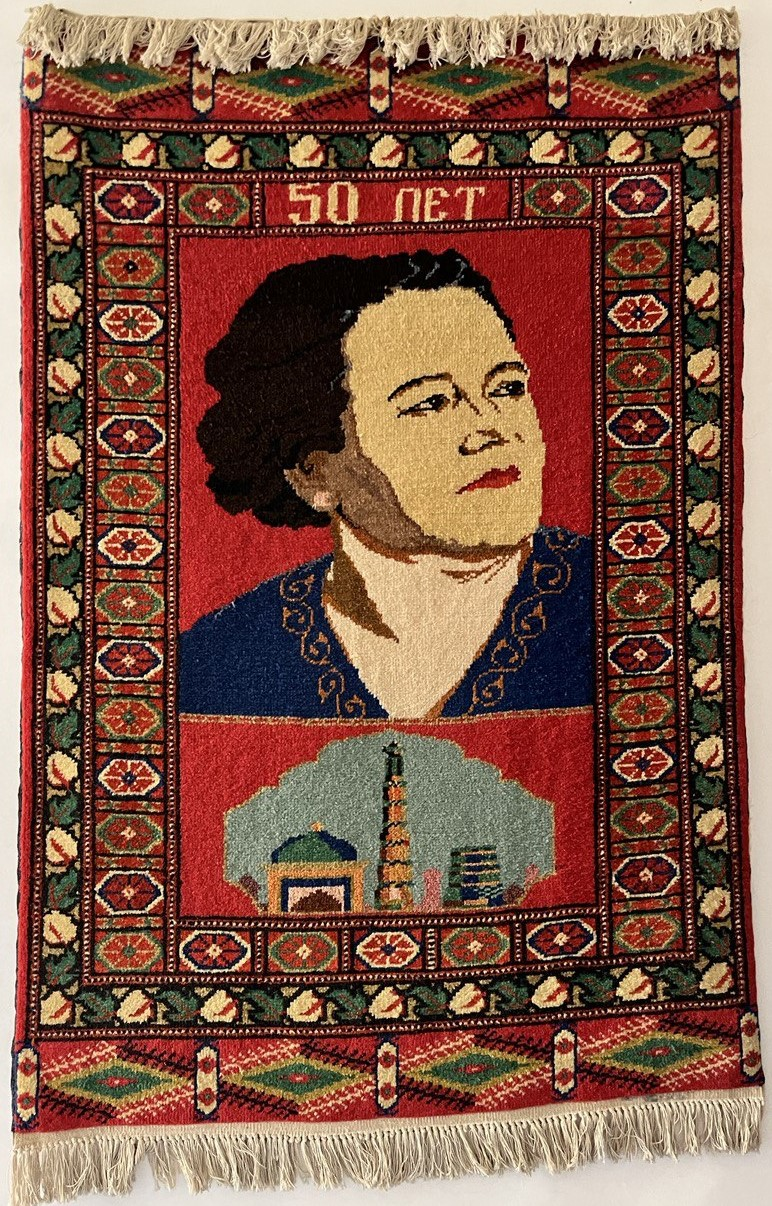
ručně tkaný koberec vyrobený k 50. letému výročí narození uzbecké národní umělkyně Olmachon Hayitové
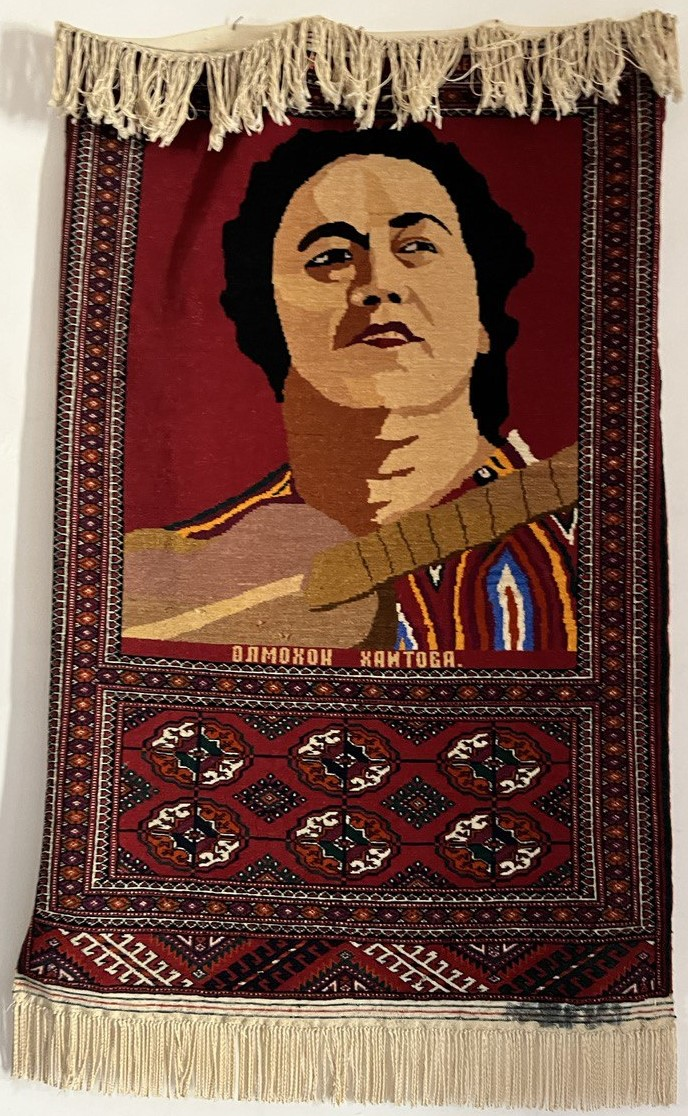
ručně tkaný koberec s podobiznou uzbecké národní umělkyně Olmachon Hayitové
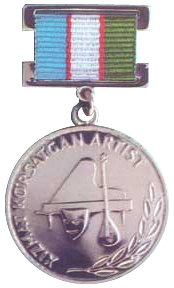
Čestný titul „Umělec Republiky Uzbekistán“, 1966
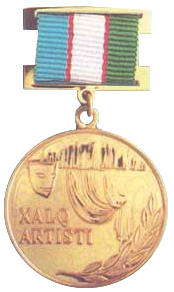
Čestný titul „Lidový umělec Uzbekistánu“, 1992